# Sarcosaurus woodi
Il sarcosauro (Sarcosaurus woodi) era un dinosauro carnivoro vissuto nel Giurassico inferiore in Inghilterra.

## Un antenato di Ceratosaurus?

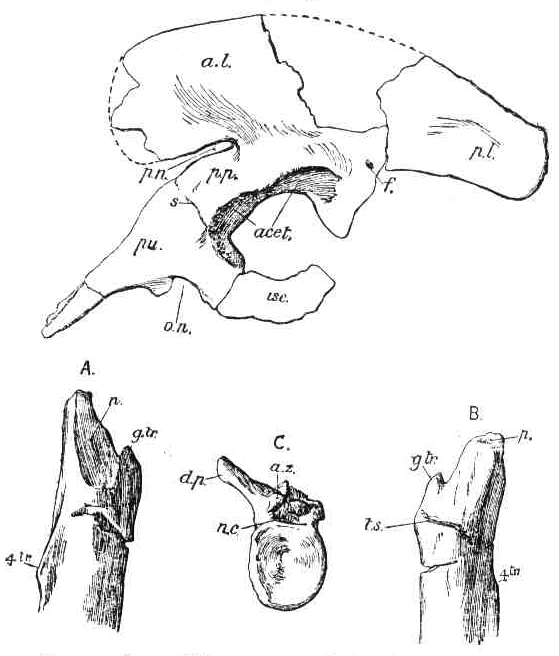
Bacino e parti del femore e vertebre dorsali

I fossili di questo animale sono davvero scarsi, e si basano sui resti parziali di un bacino, di un femore e di poche vertebre ritrovati nei pressi della località di Barrow-on-Soar e descritti da Charles William Andrews nel 1921. Da quello che pare di capire, però, il sarcosauro (il cui nome significa "lucertola della carne") era un dinosauro carnivoro relativamente agile, di lunghezza non superiore ai 4,5 metri, e dalla costituzione tutto sommato robusta. Spesso avvicinato a Ceratosaurus e considerato un suo possibile antenato (e quindi ricostruito con un piccolo corno sul muso), in realtà il sarcosauro potrebbe essere strettamente imparentato con i cosiddetti alticosauridi, ovvero quei teropodi primitivi simili a Coelophysis ma dalle dimensioni decisamente maggiori. Gli esempi più noti, come Dilophosaurus e Liliensternus, potrebbero aver avuto una corporatura più leggera rispetto a quella di Sarcosaurus.

## Altri resti fossili
Al genere Sarcosaurus è ascritta un'altra specie, S. andrewsi, descritta da Huene nel 1932 sulla base di una tibia di forma allungata. Naturalmente, non c'è nessuna prova che questa tibia appartenga al genere Sarcosaurus, anche se è del tutto probabile che il suo proprietario fosse un alticosauride indeterminato. Recentemente si è diffusa una voce riguardante un presunto ritrovamento di un cranio di Sarcosaurus, ma la notizia non è mai stata confermata.